# ابراهیم‌آباد علیا و سفلی
ابراهیم‌آباد علیا و سفلی، روستایی از توابع بخش سارال شهرستان دیواندره در استان کردستان ایران است.

## جمعیت
این روستا در دهستان کوله قرار دارد و براساس سرشماری مرکز آمار ایران در سال ۱۳۸۵، جمعیت آن ۱۷۲ نفر (۴۰خانوار) بوده‌است.
جمعیت فعلی این روستا در سال نودوچهار،218نفر می‌باشد که شامل 55 خانوار است.جمعیت این روستا به مرور زمان افزایش نسبی پیدا کرده‌است که این افزایش جمعیت می‌تواند ناشی از افزایش امکانات رفاهی همچون جاده،دهیاری،خط تلفن دائم باشد.